# 索尔 (悲剧)
索尔（Saul）是一个有五幕戏的悲剧，由维托里奥·艾法利于1782年创作，是其得名的是其主角被赋予了暴君和受害者两方面的悲情英雄主义。
这部作品标志了意大利悲剧和前浪漫主义诗歌的高峰。